# Сарулешти (Валча)
Сарулешти (рум. Sărulești) насеље је у Румунији у округу Валча у општини Лапушата. Oпштина се налази на надморској висини од 290 m.

## Становништво
Према подацима из 2002. године у насељу је живело 443 становника, од којих су сви румунске националности.